# رضا الخفاجي
رضا كاظم الخفاجي (1948) شاعر عراقي. ولد في مدينة كربلاء. مجاز في العلوم السياسيّة من الجامعة المستنصرية عام 1973. عمل في المجال الإعلامي، ووكالة الأنباء العراقية مدّة سبع سنين من 1974 حتى 1981، ثمّ تفرّغ للعمل الحرّ. هو عضو الاتحاد العام للأدباء والكتاب في العراق. نشر شعره في عدد من الصحف والمجلات العراقيّة والعربية وتميز في المسرح الديني وله مسرحيات شعرية حول شخصيات مبجلة عند الشيعة الاثنا عشرية ما يسمي بـ«الملحمة الحسينية» وصدر كتاباً عن هذا النوع الأدبي بعنوان نظرية المسرح الحسيني في 2009. من دواوينه الشعرية فاتحة الكرنفال 1988.

## سيرته
ولد رضا كاظم الخفاجي سنة 1948 / 1368 هـ في مدينة كربلاء بالعراق. حصل على بكالوريوس العلوم السياسية من الجامعة المستنصرية 1973. عمل في المجال الإعلامي ووكالة الأنباء العراقية لمدة سبع سنوات من 1974 حتى 1981. ثم تفرّغ للعمل الحر والصياغة الذهبية. له مساهمات في كتابة المسرحي الإذاعي. نشر عدداً من قصائده في الصحف والمجلات العراقية والعربية منها ألف باء والطليعة الأدبية وفنون والآداب وغيرها. وهو عضو اتحاد الكتاب العراقيين.

## مهنته الأدبية
تميز الخفاجي في المسرح الشعري وله مسرحيات شعرية حول شخصيات مبجلة عند الشيعة الاثنا عشرية ما يسمي بـ«الملحمة الحسينية». صرّح أنه «في جميع كتاباتي أعوّل على الرؤية الشعرية، إضافة إلى ما ذكرت، وهذا ينطبق بالتأكيد على المسرح الشعري، فأنا لست مؤرخا ولا خطيبا، لكن من حقي أن أسخّر كل الوسائل لتجسيد رؤيتي الخاصة من اجل ايصالها إلى المتلقي باسلوب يتميز بالتدفق العفوي أو غير المصطنع، ولذا أعتمد الاسلوب الشعري الذي ينحو إلى الاختزال وليس الإسهاب، وهذا اختلاف جوهري بين الشعر والنثر.» 

بدأ نشاطه المسرحي في مجال الديني بعد السقوط الجمهورية العراقية البعثية في 2003 وعين رئيس تحرير مجلة المسرح الحسيني، ومدير وحدة المسرح الحسيني في العتبة الحسينية.

## مؤلفاته
- فاتحة الكرنفال، ديوان شعر، 1988
- بيضاء يدي، ديوان شعر، 2001
- نظرية المسرح الحسيني، 2009

وله مسرحيات شعرية صوت الحر الرياحي: بهجة الدماء في سفر كربلاء  وصوت الحسين وسفير النور: مسلم ابن عقيل والحوراء زينب تم طبعها أو نشرها في كتب أو تم تمثيلها وتجسيد وقائعها على المسرح.